# Ніхоа

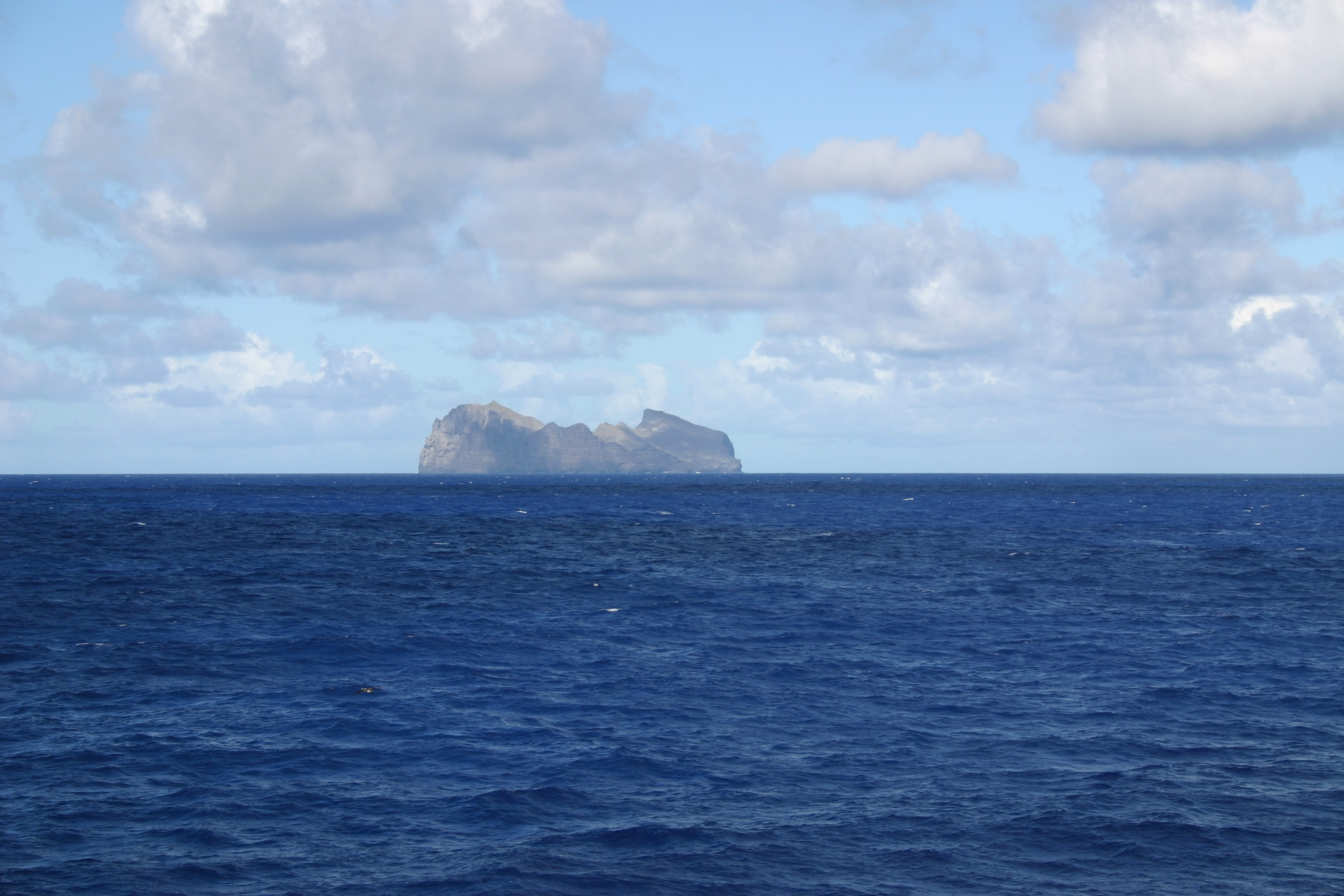
Острів Ніхоа

Нігоа (англ. Nihoa Island (мовою гавайців Нігоа «Зуб»)) — острів в Тихому океані, належить до Гавайських островів. Площа острова приблизно 0,701 км². Найвищий пункт на острові — Пік Мілларс, 273 м над рівнем моря на західному боці острова; і Пік Танаґер, 260 м над рівнем моря, на східному боці.
Нігоа розташований за 450 км на північний захід від Гонолулу біля острова Оагу.
Острів має іншу назву — мовою гавайців Моку Мана «Острів Птаха».